# Mastogenius texanus
Mastogenius texanus är en skalbaggsart som beskrevs av Charles L. Bellamy 2002. Mastogenius texanus ingår i släktet Mastogenius och familjen praktbaggar. Inga underarter finns listade i Catalogue of Life.